# Francis Bellamy
Francis Julius Bellamy (18 de maio de 1855 - 28 de agosto de 1931) foi um autor e editor socialista americano, mais conhecido pela autoria do  juramento à bandeira dos Estados Unidos.

## Juramento à bandeira
Em 1891, Daniel Sharp Ford o proprietário da Youth's Companion, contratou Bellamy para trabalhar no departamento de prêmios da revista. Em 1888, a empresa tinha começado uma campanha para vender bandeiras americanas para as escolas públicas como um prêmio pela venda de assinaturas. Para Bellamy, a promoção da bandeira era mais do que apenas um movimento de negócios; sob a sua influência, a Youth's Companion tornou-se uma fervorosa apoiante de um movimento que tinha como objetivo colocar uma bandeira em cada escola do país. Em 1892, a revista tinha vendido bandeiras americanas para cerca de 26 000 escolas. A essa altura, o mercado estava desacelerando mas ainda não estava saturado. 
Em 1892, a companhia teve a ideia de usar o 400 º aniversário da chegada de Cristóvão Colombo à América para fortalecer ainda mais o movimento de uma bandeira para cada escola, e uma saudação a bandeira era para ser parte do programa oficial para a celebração do Dia de Colombo a ser realizada nas escolas em toda a América.
Em 8 de setembro de 1892 Bellamy foi ao encontro nacional de superintendentes de escola para promover a celebração; a convenção gostou da ideia e escolheu uma comissão para implementar o programa. Tendo recebido a bênção oficial dos educadores, a comissão tinha agora a tarefa de organizar em todo o país a concepção de um programa oficial para as escolas a ser seguido no dia da festa nacional. Ele estruturou o programa em torno de uma cerimônia de hasteamento da bandeira e seu juramento.
Seu original juramento tinha a seguinte redação:
| “ | Eu juro fidelidade à minha bandeira e à República que ela representa, uma nação indivisível, com liberdade e justiça para todos. | ” |
|   | — Seção 4, do Capítulo 1 , do Título 4 do Código dos Estados Unidos.                                                             |   |

O juramento era acompanhado com uma saudação à bandeira conhecida como a Saudação de Bellamy, um gesto claramente baseado na saudação romana, em que se ergue o braço para cima. Durante a Segunda Guerra Mundial, a saudação foi substituído com um gesto de mão sobre o coração, porque a forma original se assemelhava a saudação nazista.
Em 1954, em resposta à ameaça percebida do comunismo secular, o presidente Eisenhower incentivou o Congresso a acrescentar as palavras "sob Deus", criando o juramento promessa que é recitado hoje.

## Opiniões políticas
Bellamy era um  cristão socialista que defendeu os direitos dos trabalhadores e a distribuição igualitária dos recursos econômicos, que ele acreditava serem inerente nos ensinamentos de Jesus. Em 1891, Bellamy foi forçado a partir de Boston devido os seus sermões socialistas.
Mas as visualizações de Bellamy sobre imigração e sufrágio universal eram um pouco menos igualitárias, ele escreveu:
Uma democracia como a nossa não pode dar ao luxo de abrir-se para o mundo, onde cada homem é um legislador, onde cada obtuso ou fanático imigrante pode adquirir ao nosso cidadania. Seria uma desgraça para a comunidade.
E mais: Onde todas as classes sociais se fundem uma com a outra, cada imigrante alienígena de raça inferior pode trazer corrupção para a sociedade. Existem raças mais ou menos parecidas com a nossa, quem podemos admitir livremente sem nos preocuparmos com nada. Mas há outras raças, que não podemos assimilar sem baixar o nosso padrão racial, que deve ser tão sagrado para nós como a santidade de nossas casas.